# Sorvilier
Sorvilier (Duits (verouderd): Surbelen) is een gemeente en plaats in het Zwitserse kanton Bern, en maakt deel uit van het district Jura bernois.
Sorvilier telt 255 inwoners.